# Zavrh (Trebnje, Slovenija)
Zavrh je naselje u slovenskoj Općini Trebnju. Zavrh se nalazi u pokrajini Dolenjskoj i statističkoj regiji Jugoistočnoj Sloveniji. 

## Stanovništvo
Prema popisu stanovništva iz 2002. godine naselje je imalo 5 stanovnika.